# Strada nazionale 82 Garganica
La strada nazionale 82 Garganica era una strada nazionale del Regno d'Italia, che congiungeva San Severo a Vieste.
Venne istituita nel 1923 con il percorso "Da S. Severo per S. Nicandro Garganico e Vieste".
Nel 1928, in seguito all'istituzione dell'Azienda Autonoma Statale della Strada (AASS) e alla contemporanea ridefinizione della rete stradale nazionale, il suo tracciato costituì la porzione iniziale della strada statale 89 Garganica.